# Атака Лолли
Ата́ка Ло́лли — шахматный дебют, разновидность защиты двух коней (1—3). Начинается с хода 4.Кg5: 
 1. e2-e4 e7-e5 
 2. Kg1-f3 Кb8-c6 
 3. Cf1-c4 Kg8-f6 
 4. Kf3-g5 d7-d5 
 5. e4:d5 Kf6:d5 
 6. d2-d4.

## История
Дебют назван по имени итальянского шахматиста и теоретика Дж. Лолли, предложившего в 1760 году данное продолжение защиты двух коней. В XIX веке этот дебютный вариант исследовал К. А. Яниш. До середины XX столетия атака Лолли считалась эффективным средством борьбы, дебют успешно применяли такие известные шахматисты, как Джозеф Генри Блэкберн и Роберт Фишер. Со временем, однако, оценка хода 6. d2-d4 изменилась, и до 10-х годов XXI века теория в сложившейся позиции считала предпочтительным продолжение 6. Kg5:f7, ведущее к атаке Атаке Фегателло. Но после того, как компьютерный анализ выявил опровержение варианта 6. Kg5:f7 Крe8:f7 7. Фd1-f3+ Крf7-e6 8. Kb1-c3 Kс6-b4. 9. a2-a3? (ранее считался сильнейшим ходом) 9. …Kb4:c2+ 10. Кре1-d1 Kc2:a1 11. Кс3:d5 Фd8-h4! (что приводит к перевесу чёрных), атака Лолли снова обрела актуальность.
В современной шахматной практике на гроссмейстером уровне данный дебют встречается редко.

## Идеи дебюта
Белые стремятся атаковать уязвимое поле f7 и для этого готовят прочную основу. Ходом d2-d4 белые атакуют пешку e5, параллельно раскрывая диагональ c1-h6, что позволяет защитить коня на g5, а также при необходимости быстро включить в игру слона на c1. Затем, как правило, следует рокировка в короткую сторону и к игре подключается ладья, после чего возможна атака конём пункта f7. В результате чёрный король подпадает под сильную атаку, которая нередко приносит белым победу.
Актуальность атаки Лолли возросла после найденного опровержения «главного варианта» атаки Fried Liver (Атака Фегателло) — хода 9.а3, считавшегося сильнейшим (и выигрывающим) с середины прошлого века (см. книгу Я.Эстрина «Защита двух коней», 1970).
Сильнейшим ответами за чёрных считаются 6…Се6 и 6…Кxd4 и на 7.с3 — 7…b5!

## Примерная партия
Фишер — Роус, Чикаго, 1964
1. e4 e5 2. Kf3 Кc6 3. Cc4 Kf6 4. Kg5 d5 5. ed K:d5 6. d4 ed? (сильнее 6... Сe6 7. O-O Кxd4 8. Кxe6 fxe6 9. Фh5+ g6 10. Фxe5 Фf6) 7. 0—0 Ce7? (упорнее 7... Кe5 8. Лe1 Кe3 9. Кxf7 Кxf7 10. fxe3 Сe7 11. exd4 O-O) 8. K:f7 Kp: f7 9. Фf3+ Kpe6?? (упорнее 9... Крe8 10. Сxd5 Лf8 11. Фh5+ g6 12. Сxc6+ bxc6 13. Фxh7 Фd5) 10. Лe1+ Ke5 11. Cf4 Cf6 12. Kc3! c6 13. Л:e5+ Kpf7 14. K:d5 Ce6 15. Л:e6 Kp: e6 16. K:f6+ Kpe7 17. Лe1+ Kpf8 18. Фa3+. 1-0